# Dichodontium tasmanicum
Dichodontium tasmanicum là một loài Rêu trong họ Dicranaceae. Loài này được (Hook. f.) F. Muell. mô tả khoa học đầu tiên năm 1881.